# Leipziger Vorstadt (statistischer Stadtteil)
Die Leipziger Vorstadt ist ein statistischer Stadtteil (Nr. 14) von Dresden und gehört zum Stadtbezirk Neustadt. Der statistische Stadtteil ist Teil des größeren Dresdner Stadtteils Leipziger Vorstadt.

## Lage
Der statistische Stadtteil befindet sich nordwestlich der Inneren Neustadt auf der Gemarkung Neustadt. 
Er ist (im Uhrzeigersinn) in etwa wie folgt umgrenzt: Stauffenbergallee – Hechtstraße – Bahnstrecke Görlitz–Dresden (Dammweg) – Lößnitzstraße – Hansastraße – Eisenbahnstraße – Uferstraße – Elbe – Alexander-Puschkin-Platz – Erfurter Straße – Großenhainer Platz – Hansastraße – Hammerweg. 
Der statistische Stadtteil grenzt im Südwesten an die Elbe und die Friedrichstadt, im Nordwesten an Pieschen-Süd mit Leipziger Vorstadt-West (Neudorf) sowie an Pieschen-Nord/Trachenberge mit Leipziger Vorstadt-Nordwest, die Spitze grenzt im Norden an Hellerberge, im Nordosten grenzt der statistische Stadtteil an die Albertstadt, im Osten an die Äußere Neustadt, im Süden an die Innere Neustadt. 

## Statistische Bezirke
Der statistische Stadtteil umfasst folgende statistischen Bezirke:
- 141 Leipziger Vorstadt (Eisenbahnstr.)
- 142 Leipziger Vorstadt (Rudolfstr.)
- 143 Leipziger Vorstadt (Helgolandstr.)
- 144 Leipziger Vorstadt (Unterer Hecht)
- 145 Leipziger Vorstadt (Mittlerer Hecht)
- 146 Leipziger Vorstadt (Oberer Hecht)